# Toru Takagiwa
Toru Takagiwa (高木和 徹 Takagiwa Toru?, Tochigi, 15 de abril de 1995) es un futbolista japonés que juega como guardameta en el F. C. Imabari de la J2 League.

## Trayectoria

### Clubes
| Club                      | País  | Año       |
| ------------------------- | ----- | --------- |
| Shimizu S-Pulse           | Japón | 2014-2021 |
| J. League sub-22 (cedido) | Japón | 2014-2015 |
| JEF United Chiba (cedido) | Japón | 2018      |
| V-Varen Nagasaki (cedido) | Japón | 2020-2021 |
| Tokyo Verdy               | Japón | 2022-2023 |
| Iwaki FC (cedido)         | Japón | 2023      |
| JEF United Chiba          | Japón | 2024      |
| F. C. Imabari             | Japón | 2025-     |